# پازل کشویی

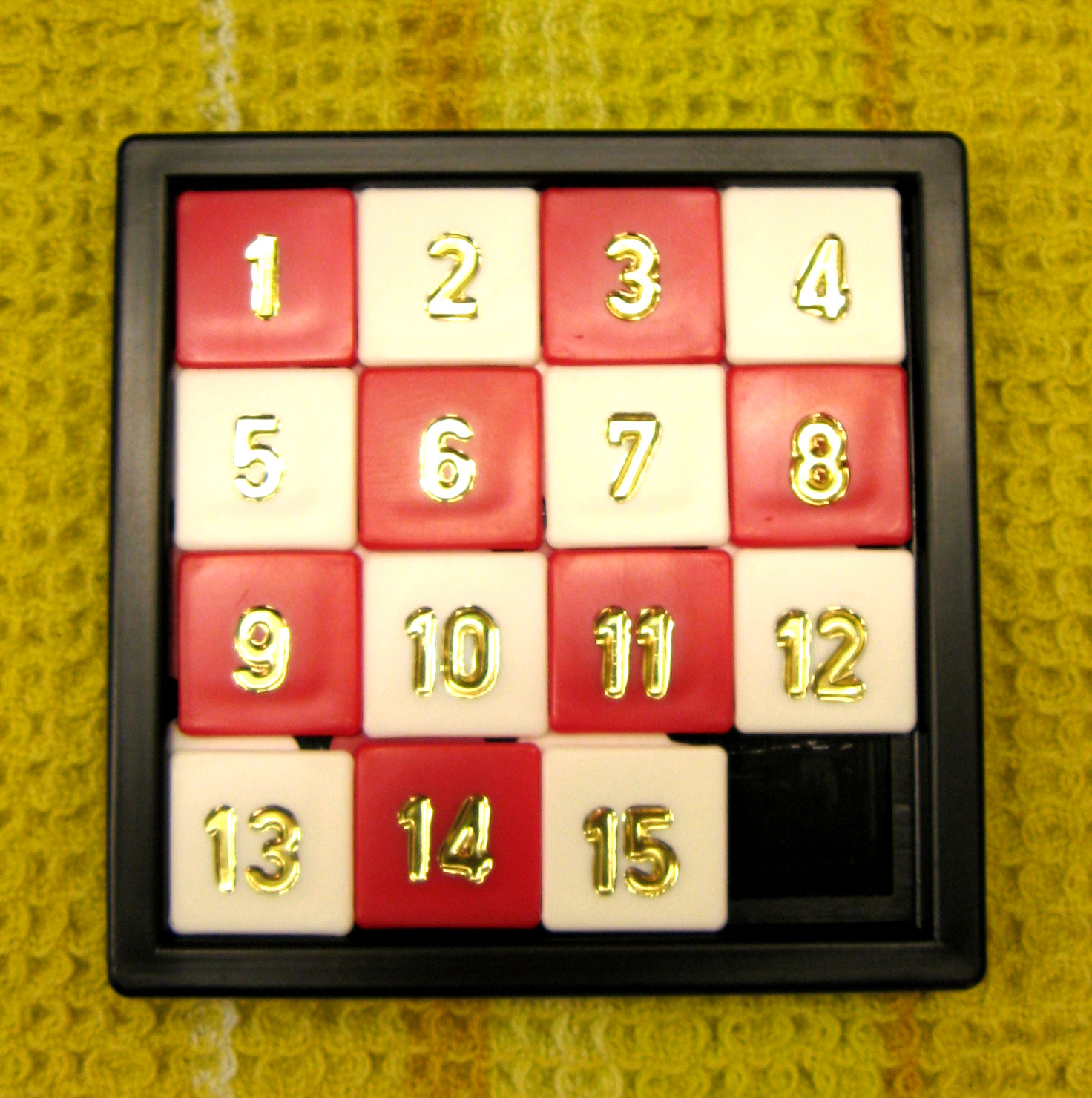
یک پازل کشویی ۱۵

پازل کشویی، پازل بلوک کشویی، یا پازل کاشی کشویی یک پازل ترکیبی است که بازیکن را به چالش می‌کشد تا قطعات (اغلب مسطح) را در مسیرهای خاصی (معمولاً روی تخته) برای ایجاد یک پیکربندی انتهایی مشخص بچیند. قطعاتی که قرار است جابجا شوند ممکن است از اشکال ساده تشکیل شده باشند، یا ممکن است با رنگ‌ها، الگوها، بخش‌هایی از یک تصویر بزرگتر (مانند پازل)، اعداد یا حروف حک شوند.
پازل‌های کشویی اساساً ماهیتی دو بعدی دارند، حتی اگر لغزش توسط قطعات مکانیکی به هم پیوسته (مانند تیله‌های تا حدی محصور شده) یا ژتون‌های سه‌بعدی تسهیل شود. در پازل‌هایی که از چوب و پلاستیک ساخته شده‌اند، ارتباط از طریق جفت و زبانه کانال‌های کلیدی در امتداد لبه‌های قطعات متصل و درگیر شده‌است. حداقل در یک مورد قدیمی از بازی محبوب چینی Huarong Road، یک صفحه سیمی مانع از بلند شدن قطعاتی می‌شود که شل باقی می‌مانند. همان‌طور که تصویر نشان می‌دهد، برخی از پازل‌های کشویی پازل‌های مکانیکی هستند. با این حال، وسایل مکانیکی معمولاً برای این پازل‌ها ضروری نیستند. این قطعات همچنین می‌توانند نشانه‌هایی روی یک تخته مسطح باشند که طبق قوانین خاصی جابجا می‌شوند.
بر خلاف سایر پازل‌های تور، بلند کردن هر قطعه در پازل کشویی از روی تخته ممنوع است. این ویژگی پازل‌های کشویی را از پازل‌های بازچینی جدا می‌کند. از این رو، یافتن حرکات و مسیرهایی که با هر حرکت باز می‌شود در محدوده‌های دوبعدی تخته، بخش‌های مهمی از حل پازل‌های بلوک کشویی هستند.
قدیمی‌ترین نوع پازل کشویی پازل ۱۵ است که توسط Noyes Chapman در سال ۱۸۸۰ اختراع شد. سم لوید اغلب به اشتباه به دلیل محبوبیت پازل‌های کشویی بر اساس ادعای نادرست خود مبنی بر اختراع پازل پانزده، اعتبار داده می‌شود. اختراع چپمن در اوایل دهه ۱۸۸۰ یک شوق پازل را آغاز کرد. از دهه ۱۹۵۰ تا ۱۹۸۰، پازل‌های کشویی با استفاده از حروف برای تشکیل کلمات بسیار محبوب بودند. این نوع از پازل‌ها چندین راه حل ممکن دارند، همان‌طور که می‌توان از نمونه‌هایی مانند Ro-Let (پازل پانزده حروفی)، Scribe-o (4x8) و Lingo مشاهده کرد.
پازل ۱۵ کامپیوتری شده‌است (به عنوان بازی ویدئویی معمایی) و نمونه‌هایی برای بازی آنلاین رایگان از بسیاری از صفحات وب در دسترس است. این یک نسل از پازل است که هدف آن تشکیل یک تصویر روی صفحه است. آخرین مربع پازل پس از ردیف شدن سایر قطعات به‌طور خودکار نمایش داده می‌شود.

## نظریه گروه

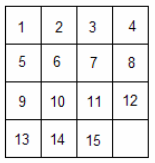
تصویری از یک پازل کشویی کامپیوتری

به عنوان یک مثال معروف از پازل کشویی، می‌توان ثابت کرد که پازل ۱۵ را می‌توان با گروه متناوب نشان داد. {\displaystyle A_{15}} ، زیرا ترکیبات پازل ۱۵ را می‌توان با ۳ چرخه تولید کرد. در واقع، هر {\displaystyle n\times m} پازل کشویی با کاشی‌های مربعی با اندازه مساوی را می‌توان با نشان داد {\displaystyle A_{nm-1}} .

## نگارخانه

یک معما ۱۵ حل شده
یک پازل ۱۵ حل شده با حروف که یک جمله را تشکیل می‌دهند
یک معما ۱۵ حل شده با یک تصویر
یک پازل کشویی ۳×۳ با یک شخصیت کمیک
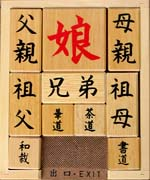
نمونه ای از پازل کلوتسکی
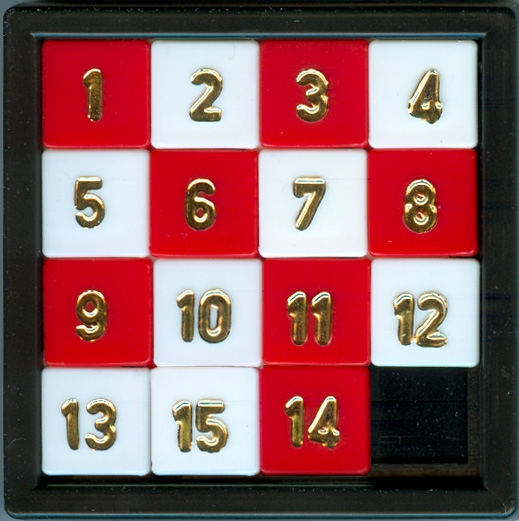
یک پازل غیرقابل حل به دلیل اینکه قطعات در جایگشت یکسان نیستند

## نمونه‌هایی از پازل‌های کشویی
- پازل ۱۵
- کلوتسکی
- مکعب منها
- ساعت شلوغی
- سوکوبان